# Croton villosissimus
Espèce
Croton villosissimus est une espèce de plantes à fleurs du genre Croton et de la famille des Euphorbiaceae, présente au Paraguay.
Elle a pour synonymes :
- Julocroton villosissimus, Chodat & Hassl.
- Julocroton villosissimus forma angustifolius, Chodat & Hassl.
- Julocroton villosissimus var. hibiscoides, Chodat & Hassl.
- Julocroton villosissimus var. tiliifolius, Chodat & Hassl.